# Rowel Merto
Rowel Merto, född 12 december 1961, är en filippinsk bågskytt. Han deltog vid olympiska sommarspelen 1988.